# Aeneator comptus
Aeneator comptus is een soort in de klasse van de Gastropoda (Slakken).
Het dier komt uit het geslacht Aeneator en behoort tot de familie Buccinidae. Aeneator comptus werd in 1924 beschreven door Finlay.